# Femdom

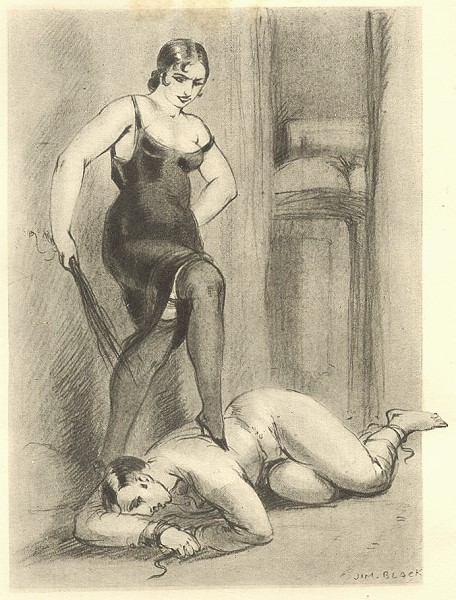
Vyobrazení ženy v dominantním (domina) postavení se submisivním mužem.
Dresseuses d'Hommes,
Luc Lafnet, 1931

Femdom (zkratka z anglického female dominance, tj. ženská dominance) je označení pro ten druh praktik BDSM, kdy je dominantním partnerem žena. Taková žena bývá hovorově nazývána domina. V češtině je obvykle oslovována „paní“, v angličtině „Mistress“, často také „Maitresse“. Femdom může zahrnovat téměř všechny praktiky BDSM, typické jsou ale feminizace a používání postroje s robertkem a zejména ponižování.